# Reni Milchstrasse
Reni Milchstrasse (レニ・ミルヒシュトラーセ?, Reni Miruhishutorāse) è un personaggio della serie di anime e videogiochi Sakura Wars, ideata da Ōji Hiroi. Il character design del personaggio è di Kōsuke Fujishima. Reni è doppiata in originale da Kazue Ikura.
Reni è uno dei membri della Flower Division, un immaginario corpo speciale dell'esercito giapponese di inizio secolo, specializzato nel combattere le forze del male ed i demoni, attraverso l'utilizzo della propria energia psichica.

## Biografia del personaggio
Bioprodotto di un intenso lavoro di allenamento ed indottrinamento avvenuto in Germania, Reni viene trasferita alla Flower Division, dalla Hoshigumi (o Star Division), quando questa viene smantellata. A causa del condizionamento a cui è stata sottoposta, Reni ha sviluppato un carattere solitario, causa per cui ha grande difficoltà a relazionasi con le altre.
Oltretutto, quando Reni è stata inserita nella Flower Division, le altre ragazze erano convinte che fosse un maschio, e non una femmina. La verità viene fuori durante un incidente nel corso del videogioco Sakura taisen 2 - Kimi, shinitamō koto nakare. Le principali amicizie che avrà Reni sono con Orihime, per via della precedente affiliazione di entrambi con l'Hashigumi, e con Iris, per una mera questione anagrafica.
Dotata di un carattere incrollabilmente tranquillo e riservato, Reni dimostra un'incredibile energia in battaglia. Il suo addestramento in Germania ha raffinato talmente tanto le sue attitudini da bambina prodigio, al punto di renderla incredibilmente reattiva non soltanto sul campo di battaglia, ma in qualsiasi situazione. L'arma principale di cui è dotato il koubu di Reni è una lancia
Reni inoltre brilla anche come attrice teatrale, al punto di essere universalmente considerata l'attrice più talentuosa.